# الإزاحة ( لغويات)
في علم اللغويات، الإزاحة هي قدرة اللغة على التواصل حول الأشياء التي لا توجد على الفور (مكانيًا أو زمنيًا)؛ أي الأشياء التي ليست هنا أو ليست هنا الآن.
في عام 1960، اقترح Charles F. Hockett (تشارلز هوكيت) الإزاحة كواحدة من 13 سمة لتمييز اللغة التي تمييز اللغة البشرية عن أنظمة الاتصال الحيواني (ACSs):
بدو أن الإنسان فريد من نوعه تقريبًا في قدرته على التحدث عن الأشياء البعيدة في المكان أو الزمان (أو كليهما) من حيث يستمر الحديث. يبدو أن هذه الميزة - «الإزاحة» - تفتقر بالتأكيد إلى الإشارات الصوتية لأقرب أقارب الرجل، على الرغم من أنها تحدث في رقص النحو.

## في أنظمة الاتصال الحيواني
يستخدم نحل العسل رقصة التذبذب لإيصال موقع رقعة الزهور المناسبة للبحث عن الطعام. لا تزال درجة الإزاحة في هذا المثال محدودة عند مقارنتها باللغة البشرية. يمكن للنحلة فقط توصيل موقع أحدث مصدر لطعام قامت بزيارته. لا يمكنها إيصال فكرة عن مصدر غذاء في نقطة معينة في الماضي، ولا يمكنها التكهن بمصادر الغذاء في المستقبل. بالإضافة إلى ذلك، فإن الإزاحة في رقصة التذبذب مقيدة بافتقار اللغة للإبداع والإنتاجية. يمكن للنحل التعبير عن الاتجاه والمسافة، ولكن تم تحديدًا تجريبيًا أنه يفتقر إلى علامة «أعلاه». ومن المشكوك فيه أيضًا أن النحل يمكنه التواصل حول الرحيق غير الموجود لغرض الخداع. وبالتالي، في اتصالات نحل العسل، يكون احتمال الإزاحة محدودًا، ولكنه موجود بقدر ما يكون لديهم القدرة على التواصل حول شيء غير موجود حاليًا (أي شيء يتم إزالته مكانيًا).
لوحظ أن الغربان (Corvus corax) تجند غربان أخرى في مواقع التغذية الكبيرة، مثل جثة حيوان. ومع ذلك، يبدو دافعهم للتجنيد أقل وضوحًا، وتفاصيل نظام الاتصال لديهم أكثر مراوغة. ومع ذلك، فقد تم توثيق أن الغربان يجب أن يكون لديها مثل هذا النظام حيث تشير أنماط تجمعها في المواقع بوضوح إلى أنه يجب إبلاغها بوجود المورد.  يُعتقد أن الغربان غير المتزاوجة تدعو مجموعة من الطيور غير المتزاوجة الأخرى إلى أن تكون قادرة على نظام التغذية وعدم مطاردتها من قبل أزواج إقليمية متزاوجة من الغربان القائمة.

## أهمية تطور اللغة
يشتبه في أن الحاجة إلى نقل المعلومات باستخدام الإزاحة كانت ضغطًا تطوريًا الذي أدى إلى تطور اللغة لدى البشر، كما أوضح ديريك بيكرتون في بلغة آدم. إن ضغط هذه الحاجة موجود في الأنواع ذات إستراتيجية البحث عن الطعام التي تمثل التحديً المتمثل في توجيه أعضاء مجموعتها إلى مصدر غذائي أكبر من يتم استخدامه بشكل فردي أو بأعداد صغيرة، مما يتطلب توظيف للمساعدة.
فقط عندما تقدر تمامًا ما يعنيه الإزاحة، وكيف أن غياب الإزاحة ليس مجرد ميزة غير رسمية لـ ACSs ولكنه سمة مميزة حاسمة لعقول ما قبل الإنسان، يمكنك البدء في الحصول على الصورة الكاملة.
- بيكرتون، الصفحة 217
لم يتم تحديد الحاجة البيئية الفريدة لاختيار نظام اتصال قادر على الإزاحة في البشر أو أسلافهم المباشرين، ولكن الفرضيات تشمل نظرية بيكرتون للمجموعات الصغيرة الي تجد جثث عاشبة كبيرة، وتحتاج إلى المساعدة من مجموعات صغيرة أخرى من البشر للدفاع ضد مخاطر زبالين خطيرين اخرين (القطط الكبيرة والضباع) يتنافسون على نفس مصدر الغذاء. من المؤكد أن تطور اللغة لم يتوقف عند هذا الحد - نظرا لانه بخلاف ذلك سيكون للنحل أو للنمل أنظمة اتصال مماثلة للبشر - ولكن هذا هو المكان الذي يُفترض أنه بدأ فيه، مما يمنح أسلاف البشر القدرة على إخراج الاتصال من هنا والآن.